# NRP Tridente (S160)
Le NRP Tridente (« Trident » en portugais), pennant number S160, est un sous-marin de la marine portugaise, navire de tête de la classe Tridente, lancé en 2008.

## Engagements
Le navire a été commandé en 2004 à Howaldtswerke-Deutsche Werft (HDW), où la quille a été posée en mars 2005. Le navire a été lancé en juillet 2008 et mis en service en mai 2010. Le navire est arrivé le 2 août 2010 à Lisbonne au Portugal. Le 8, la Commission a organisé une réunion avec la base navale de Lisbonne, au cours de laquelle la cérémonie officielle de passation a eu lieu le 8 août 2010. Le navire est affecté à la 5e escadrille de sous-marins (en portugais : 5º Esquadrilha de Submarinos) qui comprend également son sister-ship, le NRP Arpão (S161).
Le sous-marin a finalement été accepté par les Portugais le 7 septembre 2011, après avoir dépassé toutes les attentes.
En juillet 2016, le Tridente s’est accidentellement empêtré dans les filets de pêche du chalutier français Daytona. Ni le sous-marin ni le chalutier n’ont été endommagés.